# Atlantic Coast Conference

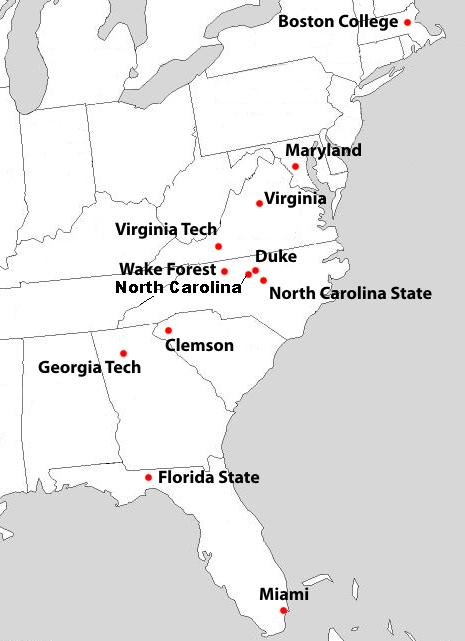
Położenie uczelni członkowskich na mapie

Atlantic Coast Conference (ACC)  - jedna z konferencji wchodzących w skład NCAA Division I, najwyższej klasy rozgrywkowej w ramach systemu międzyuczelnianych zawodów sportowych NCAA. W jej skład wchodzi dwanaście uczelni z siedmiu stanów, przy czym najliczniej reprezentowana jest Karolina Północna, gdzie mają swoje siedziby cztery szkoły członkowskie. Po dwie pochodzą z Florydy i Wirginii, a po jednej z Massachusetts, Maryland, Karoliny Południowej i Georgii. Osiem uczelni ma status szkół publicznych, trzy są świeckimi uniwersytetami prywatnymi, a jedna to kolegium jezuickie z uprawnieniami uniwersytetu. Biura konferencji znajdują się Greensboro w Karolinie Północnej.

## Uczelnie członkowskie
| Uniwersytet                                         | Nazwa drużyny  |
| --------------------------------------------------- | -------------- |
| Boston College                                      | Eagles         |
| University of California, Berkeley                  | Golden Bears   |
| Clemson University                                  | Tigers         |
| Duke University                                     | Blue Devils    |
| Florida State University                            | Seminoles      |
| Georgia Institute of Technology                     | Yellow Jackets |
| University of Louisville                            | Cardinals      |
| University of Miami                                 | Hurricanes     |
| University of North Carolina at Chapel Hill         | Tar Heels      |
| North Carolina State University                     | Wolfpack       |
| University of Notre Dame                            | Fighting Irish |
| University of Pittsburgh                            | Panthers       |
| Southern Methodist University                       | Mustangs       |
| Stanford University                                 | Cardinal       |
| Syracuse University                                 | Orange         |
| University of Virginia                              | Cavaliers      |
| Virginia Polytechnic Institute and State University | Hokies         |
| Wake Forest University                              | Demon Deacons  |

## Dyscypliny
W ramach konferencji rozgrywane są zawody w następujących dyscyplinach sportu (M - mężczyźni, K - kobiety):
- baseball (M)
- koszykówka (M,K)
- biegi przełajowe (M,K)
- hokej na trawie (M)
- futbol amerykański (M)
- golf (M,K)
- gimnastyka (K)
- lekkoatletyka halowa (M,K)
- lekkoatletyka (M,K)
- lacrosse (M,K)
- wioślarstwo (K)
- piłka nożna (M,K)
- softball (K)
- pływanie i nurkowanie (M,K)
- tenis ziemny (M,K)
- siatkówka (K)
- zapasy (M)

## Wyniki
- Zapasy

## Największe obiekty
Największym obiektem sportowym w konferencji, pod względem liczby miejsc na trybunach, jest Bobby Bowden Field at Doak Campbell Stadium, położony na terenie kampusu Florida State University w Tallahassee. Może on pomieścić ponad 84 tysiące kibiców. Tylko cztery tysiące mniej fanów wchodzi na Memorial Stadium w Clemson, gdzie swoje mecze rozgrywa reprezentacja Clemson University. Jak niemal wszystkie największe stadiony w USA, oba stadiony służą głównie do rozgrywania meczów futbolu amerykańskiego. Rozgrywki w piłce nożnej odbywają się na znacznie skromniejszych stadionach. Największy w tej kategorii jest Klöckner Stadium w Charlottesville, należący do University of Virginia. Widownia tego stadionu liczy 8 tysięcy miejsc. Największą halą sportową dysponuje University of North Carolina at Chapel Hill. Należące do tej uczelni Dean Smith Center w Chapel Hill mieści ponad 21 tysięcy osób.